# Кример, Ростислав Олегович
Ростислав Олегович Кример (род. 25 апреля 1980 года, Брест, Белорусская ССР) — белорусский пианист, дирижёр, художественный руководитель Международного фестиваля Юрия Башмета.

## Биография
Ростислав Кример родился в семье музыкантов и начал обучаться игре на фортепиано в возрасте 5 лет.  С 1993 г., после окончания музыкальной школы в Бресте, учился в республиканском колледже при Минской консерватории. В 1997—1999 гг. учился в Академии имени Сибелиуса в Хельсинки. в 2004 году окончил Высшую школу музыки в Кёльне (класс проф. В. Лобанова, ученика Г. Нейгауза и Л. Наумова), а затем аспирантуру Королевской академии музыки в Лондоне с отличием в классе профессора Кристофера Элтона, а также присуждением титула Дипломант Королевской академии музыки (Dip.RAM).
В 2006 году Ростислав Кример дебютировал с сольным концертом в Лондонском Кадоган-Холле и по словам великобританского журнала «Музыкальное мнение» («Musical Opinion Magazine»), ошеломил своим выступлением лондонскую публику. Кример давал концерты сольно и с оркестром в лучших залах мира — Большом зале консерватории и Концертном зале им. П. И. Чайковского в Москве, Берлинской филармонии, Кадоган-Холле и St.Martin-in-the-Fields в Лондоне, Зале Корто в Париже, Бетховенхалле в Бонне, Шлосс Мирабель в Зальцбурге, Театре Коммунале во Флоренции, Большом зале Дворца Республики и филармонии в Минске.
Р. Кример выступает в дуэте с легендарным австрийским пианистом Паулем Бадурой-Шкодой, а также с такими известными музыкантами, как Юрий Башмет, Гидон Кремер, Максим Венгеров, Виктор Третьяков, Сергей Крылов, Марио Брунелло, Николас Альтштадт, Алексей Огринчук, Димут Поппен, Алексей Любимов, Василий Лобанов, Андрес Мустонен, Антонелло Манакорда, Дора Шварцберг, Фазыл Сай; с камерными ансамблями «Солисты Москвы» и «Кремерата Балтика», Государственным симфоническим оркестром «Новая Россия», Литовским камерным оркестром, Камерным оркестром Г. Малера, Симфоническим оркестром «Филармония Наций», Йоханнесбургским филармоническим оркестром, Лондонским Королевским филармоническим оркестром и многими другими.
Ростислав Кример принимал участие в самых известных фестивалях, таких как Aix-en-Provence во Франции, фестиваль под руководством Гидона Кремера в Локенхаузе, фестиваль Бетховена в Бонне, Вилла Медичи в Риме, Зимний Международный фестиваль под руководством Юрия Башмета в Сочи, Эмила Романья в Италии, Дельфтский фестиваль в Голландии, фестиваль Любляны в Словении, «Звезды фортепиано» в Латвии и многих других.
С 2011 года Ростислав Кример ежегодно участвует в фестивале и преподает в Детской академии стран СНГ в Самаре, а также дает мастер-классы в средних и высших учебных заведениях в разных городах России в рамках образовательной программы Юрия Башмета.
Участвовал в премьерах:
- 2005, Рим — «Blue Girl with Red Wagon» Бруно Мантовани совместно с Димут Поппен, Антонелло Манакорда, Григорием Ассом и Цви Орлянским[4]
- 2010, Локенхауз — «Canticle of the Sun» Софии Губайдулиной совместно с Гидоном Кремером, Камерным ансамблем «Кремерата Балтика», Николасом Альтштадтом, Андреем Пушкаревым и хором «Камар»[5]. В 2012 году компанией ECM издан диск этого концертного исполнения.[6]
- 2013 — «Ars Aeterna» для фортепиано Валерия Воронова, посвященного Ростиславу Кримеру, на фестивале Эмила Романья в Италии[7]
- 2018 - Премьера найденного произведения Д.Д.Шостаковича Экспромт для альта и фортепиано совместно с Нильсом Мёнкемейером на Международном фестивале им. Д.Д.Шостаковича в г.Гориш (Германия).[8]
- 2018 - Мировая премьера. "Ландшафты исчезающей памяти" В.Воронова для альта, фортепиано со струнными, посвященного Юрию Башмету и Ростиславу Кримеру совместно с Юрием Башметом и камерным ансамблем "Солисты Москвы".[9]

В феврале 2014 г. Р. Кример выступил в Сочи в концерте «Звезды XXI века» в рамках Зимнего Международного фестиваля искусств (культурная программа Олимпиады в Сочи).
В июне того же года вышел диск с совместным исполнением концерта В. А. Моцарта для двух фортепиано с оркестром Ростиславом Кримером и Паулем Бадурой-Шкодой (Дирижёр — Андрес Мустонен).
В 2015 году Ростислав Кример создал международный камерный оркестр East-West Chamber Orchestra, став его художественным руководителем и главным дирижером. В него вошли лучшие музыканты из Восточной и Западной Европы (Беларусь, Россия, Германия, страны Балтики, Украина, Грузия, Италия, Франция, Китай, США, Израиль, Турция и др.), лауреаты престижных международных конкурсов (Чайковского, Королевы Елизаветы, АРД), солисты и концертмейстеры ведущих коллективов. Презентация коллектива состоялась на юбилейном 10-м Международном фестивале Юрия Башмета исполнением концерта Моцарта для двух фортепиано с оркестром Ростиславом Кримером и Паулем Бадурой-Шкодой, а также симфонии № 40 K.550. С международным камерным оркестром за мир East-West Chamber Orchestra регулярно выступают лучшие музыканты мира, среди которых Юрий Башмет, Фазыл Сай, Юлиан Рахлин, Александр Князев, Давид Герингас, Вивиан Хагнер, Сергей Крылов и многие другие. Оркестр ежегодно является резидентом как Международного фестиваля Юрия Башмета, так и других крупных фестивалей, в том числе, в 2021 году дебютировал на юбилейном фестивале им. Энеску в Бухаресте. В Кураториум оркестра вошли самые крупные музыканты мира - Евгений Кисин, Юрий Башмет, Николай Луганский, Борис Березовский, Юлиан Рахлин, композиторы София Губайдулина и Эркки-Свен Тюйр.
Оркестр также стал первым, кто исполнил спустя многие десятилетия в Минске, куда сбежал от Холокоста Мечислав Вайнберг, его произведения, вновь открыв его музыку слушателю, а также впервые в истории записал его первую камерную симфонию в Минске, где она и была сочинена в качестве струнного квартета №2 соч. 3 (1940).
Серия из всех четырех камерных симфоний Мечислава Вайнберга, записанная East-West Chamber Orchestra под управлением Ростислава Кримера звукозаписывающей компанией Naxos получила самые высокие оценки мировой критики - 5 звезд BBC Music Magazine, Gramophone, Classics Today, диск месяца в престижном издании MusicWeb, диск недели Critics, а также номинации на ICMA и Opus Klassik.

## Фестиваль Ю. Башмета
В 2006 году Ростислав Кример основал Международный фестиваль Юрия Башмета и является его художественным руководителем.
Фестиваль под руководством Ростислава Кримера триумфально проходит в лучших залах Беларуси, а также в России и Германии. На него ежегодно приезжают самые известные артисты современности, оркестры, молодые таланты из разных стран мира, а также приглашаются выдающиеся композиторы, такие как Кшиштоф Пендерецкий, София Губайдулина, Гия Канчели и другие. С 2009 года в рамках фестиваля проходит также и Молодёжная музыкальная академия стран СНГ.

## Награды и признание
- Член Королевской академии музыки г. Лондона (Associate of the Royal Academy of Music (ARAM) [18]
- Звездный Посол 2-х Европейских игр 2019 года[19][20]
- Друг UNICEF, член Совета друзей UNICEF[21]
- Почетная грамота Совета Министров Республики Беларусь за плодотворную творческую и культурную деятельность, значительный вклад в развитие культуры и искусства, международного сотрудничества в области культуры (2013)[22]
- награда фонда Майры Хесс, Лондон (2006)
- Дипломант Королевской академии музыки г. Лондона (Dip.RAM)
- лауреат и обладатель премии Зары Джексон (за лучшее исполнение произведений Ф. Шопена) 10-го Международного конкурса пианистов Университета Южной Африки (UNISA International Music Competition) (2004)[23].
- приз «Открытие года» на Международном фестивале им. Е. Малинина /Германия/ (2002)
- премия епископа Морисона Шотландского Международного конкурса пианистов (Scottish International Piano Competition) (Глазго, 2001)
- лауреат 1-й премии Международного конкурса пианистов им. Н. Рубинштейна (Париж, 1999)
- стипендия Президента Белоруссии (1998)
- лауреат 3-й премии Международного конкурса молодых пианистов Шопена (Польша, Шафарня 1996)
- премия Международного конкурса пианистов им. И. Цветаевой (Белоруссия, 1994) — за лучшую интерпретацию современного произведения